# Гончар Іван Тарасович
Іва́н Тара́сович Гонча́р (нар. 1888, Крищинці — пом. 1944, Крищинці) — український радянський гончар, майстер керамічної скульптури малих форм; майстер народного мистецтва УРСР з 1936 року. Основоположник радянської народної станкової керамічної скульптури малих форм.

## Біографія
Народився 1888 року в селі Крищинцях Брацлавського повіту Подільської губернії Російської імперії (тепер Тульчинський район Вінницької області, Україна). Походив з родини потомственних гончарів.
Помер в Крищинцях у 1944 році.

## Творчість

«Пани на прогулянці»

Численні одно- і багатофігурні композиції створював на основі традиційної гончарної іграшки та обрядового фігурного посуду. Серед скульптур:
- твори на героїчну тему:
  - зображення будьоннівця-вершника;
  - композиції з побуту червоноармійців;
  - багатофігурний твір «Челюскінці»;
- сатиричні скульптурні групи:
  - «Один із сошкою — семеро з ложкою», 1910;
  - «Арешт буржуїв», 1920;
  - «Білі тікають», 1921;
  - «Пани на прогулянці» (1936, Національний художній музей України);
  - «Як миші кота ховали», 1937;
- гумористичні композиції до творів:
  - «Демидові вареники» Леоніда Глібова (1935—1936);
  - «Казка про попа та його наймита Балду» Олександра Пушкіна (1937).

Значне місце у творчості майстра належить анімалістичній скульптурі (гротескові мавпи-музики, лірники, гончарі). Автор великих ваз з горельєфним жанровим і рослинним декором і традиційних фігурних посудин (левів, баранів), оздоблених рельєфним ліпним орнаментом.
Вироби зберігаються у Музеї українського народного декоративного мистецтва у Києві та інших музеях колишнього СРСР.